# Journal of Laboratory Automation: JALA
Journal of Laboratory Automation: JALA, abgekürzt J. Lab. Autom., ist eine wissenschaftliche Fachzeitschrift, die vom SAGE-Verlag im Auftrag der Society for Laboratory Automation and Screening (SLAS) veröffentlicht wird. Die Zeitschrift wurde 1997 unter dem Namen Journal of the Association for Laboratory Automation: JALA gegründet, 1999 in JALA / Association for Laboratory Automation umbenannt und erhielt 2011 den derzeitigen Namen Journal of Laboratory Automation: JALA. Sie erscheint derzeit mit sechs Ausgaben im Jahr. Es werden Artikel veröffentlicht, die sich mit Analytik und automatisierten Labortechniken beschäftigen.
Der Impact Factor lag im Jahr 2014 bei 1,879. Nach der Statistik des ISI Web of Knowledge wird das Journal mit diesem Impact Factor in der Kategorie Analytische Chemie an 41. Stelle von 74 Zeitschriften und in der Kategorie biochemische Forschungsmethoden an 50. Stelle von 79 Zeitschriften geführt.